# Hrabstwo Clay (Floryda)
Hrabstwo Clay (ang. Clay County) – hrabstwo w stanie Floryda w Stanach Zjednoczonych. Obszar całkowity hrabstwa obejmuje powierzchnię 643,69 mil² (1667,15 km²). Według szacunków United States Census Bureau w roku 2009 miało 186 756 mieszkańców.
Hrabstwo powstało w 1858 roku. Na jego terenie znajdują się obszary niemunicypalne: Doctors Inlet, Fleming Island, Lake Geneva, Middleburg.
| Populacja hrabstwa w poprzednich latach | Populacja hrabstwa w poprzednich latach |
| Rok                                     | Liczba ludności                         |
| --------------------------------------- | --------------------------------------- |
| 1980                                    | 67 089                                  |
| 1990                                    | 105 986                                 |
| 2000                                    | 140 814                                 |
| 2005                                    | 171 095                                 |

## Miejscowości
- Green Cove Springs
- Keystone Heights
- Orange Park
- Penney Farms
- Asbury Lake
- Bellair-Meadowbrook Terrace
- Fleming Island
- Lakeside
- Middleburg